# Apaeleticus inimicus
Apaeleticus inimicus là một loài tò vò trong họ Ichneumonidae.